# Osuna
Osuna és una localitat de la província de Sevilla, Andalusia, Espanya. L'any 2005 tenia 17.431 habitants. La seva extensió superficial és de 592 km² i té una densitat de 29,4 hab/km². Les seves coordenades geogràfiques són 37° 14′ N, 5° 06′ O. Està situada a una altitud de 282 metres i a 86 kilòmetres de la capital de la província, Sevilla.

## Persones il·lustres
- José Romero Jiménez (compositor) (1936-2000) pianista de flamenc i compositor musical.

## Demografia
| 1998   | 1999   | 2000   | 2001   | 2002   | 2003   | 2004   | 2005   | 2006   | 2007   |
| ------ | ------ | ------ | ------ | ------ | ------ | ------ | ------ | ------ | ------ |
| 17.306 | 17.306 | 17.290 | 17.221 | 17.238 | 17.285 | 17.345 | 17.431 | 17.594 | 17.698 |